# Bartholomäus Dorn
Bartholomäus Dorn (* 17. Januar 1875 in Hirschau; † 20. Januar 1949 in Abensberg) war ein deutscher Politiker der CSU.
Dorn war als Landwirt tätig und führte den Titel Ökonomierat. Er wohnte in Abensberg.
1946 gehörte er der Verfassunggebenden Landesversammlung in Bayern an.